# Zenonia 3
Zenonia 3: The Midgard Story (koreanisch 제노니아 3) ist ein Action-Rollenspiel, das von Gamevil für Android und iOS entwickelt und veröffentlicht wurde. Es wurde am 28. April 2011 im App Store, am 1. Juli 2011 bei Google Play und am 1. April 2012 im Amazon Appstore veröffentlicht. Im App Store wird Zenonia 3 als Premium- und Freemium-Titel vertrieben, während im Google Play und im Amazon Appstore nur als Freemium-Titel erhältlich ist. Es ist die Fortsetzung von Gamevils früheren Veröffentlichungen Zenonia und Zenonia 2.

## Spielmechanik
Wie die früheren Spiele der Zenonia-Serie bietet dieses Spiel Echtzeit-Kämpfe und -Erkundungen. Die Hauptfigur Chael wird durch die Verwendung eines D-Pads auf dem Bildschirm gesteuert. Es gibt Nebenaufgaben, die der Spieler erledigen kann, um die Welt weiter zu erkunden. Chael kann eine von vier verfügbaren Klassen wählen. Der Schwertritter und der Schattenjäger sind beide Nahkampfcharaktere. Der mechanische Werfer und der Naturschamane benutzen Fernkampfwaffen im Kampf.

### Hinrichtungsraum
Neu in der Zenonia-Serie ist der Hinrichtungsraum, ein Wettkampf im Kolosseum-Stil gegen Monster aus dem Spiel. Der Benutzer kann wählen, ob er die Monster allein bekämpfen will oder ob der Computer den Charakter eines Freundes steuert und sich mit einem Nicht-Spieler-Charakter an seine Seite stellt. Dies wird als asynchrones kooperatives Gameplay bezeichnet. Der Hinrichtungsraum steht dem Benutzer nach Erreichen der Stadt Delfoy zur Verfügung.

## Handlung
Chael, der Sohn des Protagonisten des ersten Zenonia-Spiels, Regret, versucht, seinen Weg nach Hause zu finden, nachdem er gegen seinen Willen in eine andere Dimension, genannt Midgard oder das mittlere Reich, transportiert wurde. Auf seiner Suche wird er von einem Mädchen aus dem Göttlichen Stamm namens Celine und einer sarkastischen Fee namens Runa begleitet.

## Rezeption
Zenonia 3 erhielt sowohl Lob als auch Kritik. Pocket Gamer verlieh ihm 7 von 10 Punkten, wobei er seine Grafik lobte, das Gameplay aber als sich wiederholend kritisierte.